# Sân vận động Juventus
Sân vận động Juventus, được biết đến với lý do tài trợ là Sân vận động Allianz kể từ tháng 7 năm 2017, đôi khi được gọi đơn giản ở Ý là the Stadium (tiếng Ý: Lo Stadium), là một sân vận động bóng đá toàn chỗ ngồi ở quận Vallette của Torino, Ý. Đây là sân nhà của Juventus F.C. Sân vận động được xây dựng trên nền đất của sân nhà cũ của Juventus và Torino, Sân vận động Alpi. Đây là sân vận động bóng đá hiện đại đầu tiên của Ý thuộc sở hữu của câu lạc bộ, và là một trong bốn sân vận động được UEFA xếp hạng 4, hạng cao nhất trong Quy chuẩn Cơ sở hạ tầng Sân vận động của UEFA, cùng với Sân vận động Giuseppe Meazza, Sân vận động Olimpico và Sân vận động Olympic Grande Torino. Sân được khánh thành vào đầu mùa giải 2011-12 và với sức chứa 41.507 khán giả, đây là sân vận động bóng đá lớn thứ sáu ở Ý về sức chứa. Sân cũng là sân vận động lớn nhất ở Piemonte.
Juventus chơi trận đầu tiên trên sân vận động vào ngày 8 tháng 9 năm 2011 với câu lạc bộ bóng đá chuyên nghiệp lâu đời nhất thế giới Notts County, trong một trận giao hữu kết thúc với tỷ số 1–1; Luca Toni ghi bàn thắng đầu tiên. Trận đấu đầu tiên là gặp Parma ba ngày sau đó, nơi Stephan Lichtsteiner ghi bàn thắng đầu tiên trên sân vận động ở phút thứ 16. Juventus chỉ thua ba trận trong số 100 trận đấu đầu tiên của giải vô địch quốc gia Ý trên Sân vận động Juventus.
Sân vận động đã tổ chức trận chung kết UEFA Europa League 2014. Sân cũng sẽ tổ chức Vòng chung kết giải vô địch bóng đá các quốc gia châu Âu 2021 và trận chung kết UEFA Women's Champions League 2022. Trong khu vực của sân có nhiều tiện ích bổ sung khác như J-Museum, J-Medical và một trung tâm mua sắm.

## Bối cảnh
Sân nhà cố định trước đây của Juventus, Sân vận động Alpi, được hoàn thành vào năm 1990 để tổ chức các trận đấu của World Cup 1990. Việc câu lạc bộ chuyển từ sân nhà cố định trước đây của họ, Sân vận động Thành phố, đến Sân vận động Alpi đã gây tranh cãi. Sân vận động mới được xây dựng với chi phí lớn, tương đối ít người đi lại và có tầm nhìn kém do đường chạy điền kinh. Mặc dù Juventus là đội được hỗ trợ tốt nhất ở Ý (với lượng người đăng ký truyền hình và khán giả trên sân khách cao nhất), nhưng lượng khán giả tại Sân vận động Alpi là thấp. Số lượng khán giả trung bình chỉ bằng một phần ba sức chứa 67.000 người của sân vận động. Câu lạc bộ đã mua lại sân vận động từ hội đồng địa phương vào năm 2002, một quyết định rất phổ biến với người hâm mộ. Sau đó, Antonio Giraudo (Giám đốc điều hành của Câu lạc bộ từ năm 1994 đến 2006) đã cam kết dự án với kiến trúc sư Gino Zavanella: dự án ban đầu đã bao gồm các tính năng điển hình của phiên bản cuối cùng, chẳng hạn như giảm gần một nửa kích thước quá khổ, sức chứa của Delle Alpi và việc loại bỏ đường chạy điền kinh.
Juventus đã chuyển ra khỏi sân vận động không nổi tiếng vào năm 2006 và bắt đầu kế hoạch xây dựng một địa điểm thân mật và có không khí sôi động hơn. Trong khoảng thời gian đó, họ đã chơi các trận đấu của mình tại Sân vận động Olympic mới được cải tạo, nơi cũng không được ưa chuộng do sức chứa thấp. Vào tháng 11 năm 2008, câu lạc bộ đã công bố kế hoạch cho một sân vận động mới có sức chứa 41.000 chỗ ngồi trên địa điểm của Sân vận động Alpi. Sân vận động mới, được xây dựng với chi phí 155 triệu euro, có các phòng điều hành hiện đại, trong số những sân vận động mới khác,. Việc hoàn thành Sân vận động Juventus đã đưa Juventus trở thành câu lạc bộ Serie A duy nhất xây dựng và sở hữu sân vận động của chính mình vào thời điểm đó. Chủ tịch câu lạc bộ khi đó, Giovanni Cobolli Gigli mô tả sân vận động này là "một niềm tự hào lớn".

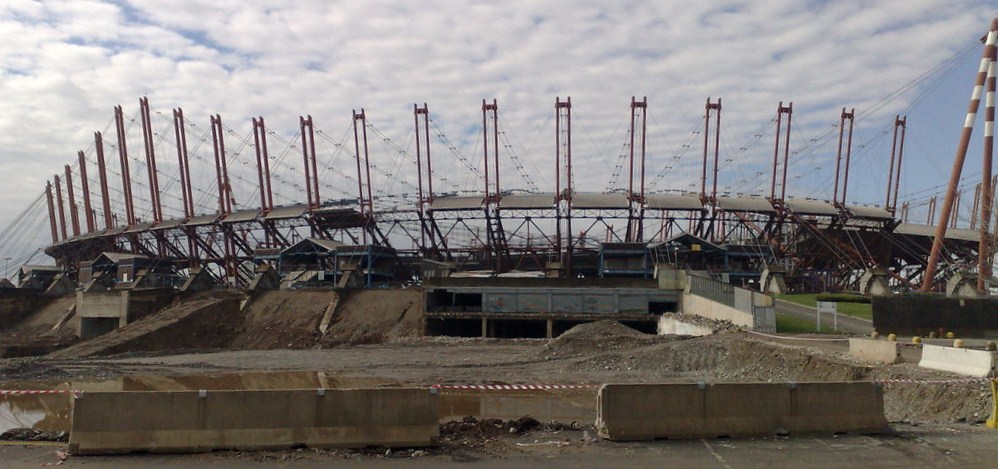
Công việc phá dỡ Sân vận động Alpi trước đây.

Nguồn tài chính của dự án được đóng góp bởi khoản thanh toán trước từ Sportfive trị giá 35 triệu euro, khoản vay 50 triệu euro (sau đó tăng lên 60 triệu euro) từ Istituto per il Credito Sportivo, và bán đất cho Nordiconad với giá 20,25 triệu euro.

## Phát triển

### Thân thiện với môi trường
Dự án xây dựng nhằm đảm bảo tác động môi trường thấp của công việc của công trường thông qua việc sử dụng các công nghệ tiên tiến bền vững với môi trường. Sân vận động này được xây dựng để giảm tiêu thụ năng lượng từ các nguồn năng lượng không tái tạo bằng cách giảm chất thải và tối ưu hóa các nguồn tài nguyên sẵn có. Sân vận động có thể sản xuất điện mà nó cần bằng cách sử dụng năng lượng mặt trời thu được thông qua các tấm quang điện; nó tạo ra nước ấm làm nóng phòng ở, phòng thay đồ, nhà bếp và sân bóng đá thông qua mạng lưới hệ thống sưởi khu vực, làm nóng nước nóng cho các phòng thay đồ và bếp của các nhà hàng sử dụng hệ thống nhiệt năng lượng mặt trời. Những nguồn năng lượng tái tạo này nhằm giúp sân vận động đáp ứng các tiêu chí do Nghị định thư Kyōto quy định bằng cách tạo ra nhiều kết quả:
- Giảm khí nhà kính
- Không ô nhiễm không khí
- Không có nguy cơ cháy
- Tích hợp với hệ thống sưởi khu vực
- Chứa chất thải
- Khai thác chuyên sâu năng lượng mặt trời thông qua các công cụ theo dõi năng lượng mặt trời
- Không sản xuất hóa chất hoặc khí thải âm thanh
- Tái sử dụng nước mưa
- Giảm ít nhất 50% lượng nước tưới cho mặt sân

Tất cả bê tông từ việc phá dỡ Sân vận động Alpi cũ đã được tách ra và tái sử dụng cho công trình mới; Các vật liệu khác còn lại được chia thành nhiều loại, để tái chế, bán lại hoặc tái sử dụng trong quá trình xây dựng sân vận động mới. Bê tông cốt thép được sử dụng cho các bậc thang đã được nghiền nhỏ và tái sử dụng như một lớp chống đỡ của đất, với gần 40.000 m3 (52.000 yd khối) bê tông được đưa vào xây dựng nền móng của sân vận động mới. Khoảng 6.000 tấn thép, nhôm và đồng đã được thu hồi, việc tái sử dụng chúng giúp tiết kiệm hơn một triệu euro. Việc thực hiện chính sách xây dựng bền vững này đã đảm bảo tiết kiệm toàn cầu khoảng 2,3 triệu euro.

### Quyền đặt tên
Juventus đã ký một thỏa thuận với Sportfive Italia, cho phép công ty "đặt tên độc quyền và một phần quyền quảng cáo và tài trợ cho sân vận động mới". Trong thỏa thuận, Sportfive đã được trao quyền đối với tên của sân vận động từ năm 2011 đến năm 2023 với giá 75 triệu euro và tiếp thị các hộp sang trọng và ghế VIP.
Kể từ ngày 1 tháng 7 năm 2017, Sân vận động Juventus được biết đến với tên thương mại là Sân vận động Allianz của Torino cho đến ngày 30 tháng 6 năm 2030.

### Khánh thành
Lễ khai trương sân vận động được tổ chức vào ngày 8 tháng 9 năm 2011, với trận giao hữu với Notts County. Notts County được chọn để đá giao hữu với Juventus vì màu áo sọc đen trắng của Juventus được lấy cảm hứng từ màu áo của County. Trận đấu kết thúc với tỷ số 1–1 với các bàn thắng của Luca Toni và Lee Hughes trong hiệp hai. Đổi lại, Notts County đã gia hạn lời mời cho Juventus cho trận đấu lượt về tại Meadow Lane vào năm 2012 để kỷ niệm 150 năm thành lập của County.

## Dịch vụ và cơ sở vật chất

### Juventus Premium Club
Sân vận động bao gồm 3.600 chỗ ngồi cao cấp và 64 hộp sang trọng. Các dịch vụ dành cho câu lạc bộ bao gồm lối riêng vào sân vận động, ghế bành sang trọng với TV LCD cá nhân, nhà hàng độc quyền, quán bar, sảnh khách, đồ ăn nhẹ vào giờ nghỉ giữa hiệp và sau trận đấu, bãi đậu xe dành riêng, quyền ra vào bảo tàng (bắt đầu từ năm 2012).
Juventus Premium Club là dự án khách sạn của tập đoàn Juventus, nhằm vào các công ty muốn chiêu đãi khách hàng và đối tác của công ty dùng bữa trưa hoặc bữa tối tại Sân vận động Juventus trước trận đấu.
Ngoài ra, sân vận động còn có khu phức hợp mua sắm rộng 34.000 m² mở cửa hàng ngày và chỗ đậu xe có sức chứa 4.000 xe. Bảo tàng Juventus nằm gần đó.

### Tham quan sân vận động
Một chuyến tham quan sân vận động có hướng dẫn viên kéo dài 70 phút được tổ chức mỗi ngày. Du khách được dẫn đi khắp nơi để xem các phòng thay đồ, cơ sở vật chất, bảo tàng và mặt cỏ. Các chuyến tham quan được bắt đầu vào tháng 11 năm 2011 và chuyến tham quan đầu tiên được hướng dẫn bởi cựu cầu thủ Juventus và thành viên hội đồng quản trị hiện tại Pavel Nedvěd. Hướng dẫn bằng âm thanh cũng có sẵn cho du khách nước ngoài bằng tiếng Anh, Pháp, Đức và Tây Ban Nha.

### Trung tâm mua sắm Area12
Vào ngày 27 tháng 10 năm 2011, Area 12, một trung tâm mua sắm liền kề với sân vận động đã được khai trương. Trung tâm có hơn 60 cửa hàng, hai quán bar, ba nhà hàng và đại siêu thị E.Leclerc-Conad đầu tiên có dịch vụ lái xe, cho phép khách hàng mua sắm trực tuyến và lấy hàng đóng gói sẵn của họ. Cửa hàng Juventus mới, rộng 550 mét vuông, là cửa hàng câu lạc bộ thể thao lớn nhất cả nước. Cửa hàng được thiết kế bởi Giugiaro và kiến trúc sư Alberto Rolla.
Trung tâm mua sắm có 2.000 chỗ đậu xe, trong đó 800 chỗ có mái che, và được cung cấp bởi San Sisto (chủ sở hữu duy nhất), một công ty đã ký thỏa thuận giữa Nordiconad từ Modena, Northern Italy Cooperative của Gruppo Conad, Cmb từ Carpi và Unieco từ Reggio Emilia, hai công ty Ý trong lĩnh vực xây dựng trung tâm mua sắm.

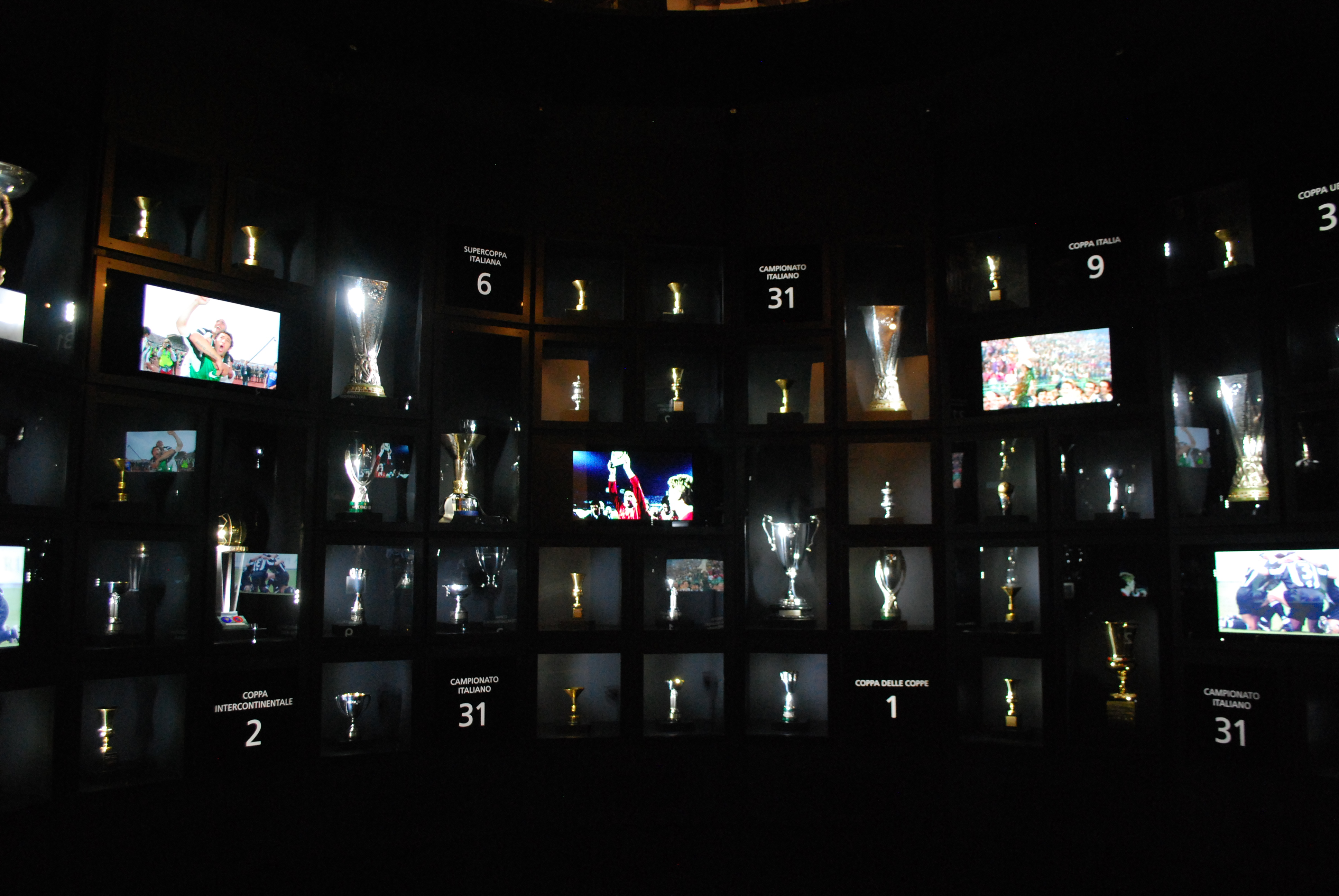
Quang cảnh một phần phòng trưng bày cúp của câu lạc bộ tại J-Museum.